# مارسيل كيميمبا مبايو
مارسيل كيميمبا مبايو (بالفرنسية: Marcel Mbayo)‏ (مواليد 23 أبريل 1978 في لوبومباشي) لاعب كرة قدم كونغولي ديمقراطي دولي يجيد اللعب في خط الهجوم . يلعب حاليا لصالح نادي لوكيرين البلجيكي منذ سنة 2007 .

## روابط خارجية
- مارسيل كيميمبا مبايو على موقع اتحاد تركيا (لاعب) (الإنجليزية)
- مارسيل كيميمبا مبايو على موقع قاعدة بيانات كرة القدم.إي يو (الإنجليزية)
- مارسيل كيميمبا مبايو على موقع ناشيونال فوتبول تيمز (الإنجليزية)
- مارسيل كيميمبا مبايو على موقع Soccerway.com (الإنجليزية)